# Peire Ermengau
Peire Ermengau (fl. XII secolo) è stato un trovatore minore linguadociano.
Della sua opera ci restano due brevi composizioni a carattere cortese-amoroso pervenuteci senza notazione musicale:
- Messier Matfres, no.us desplassa
- Messier Matfre, pos de conseill

## Fonti
- Bibliografia Elettronica dei Trovatori; Peire Ermengau [collegamento interrotto], su w3.uniroma1.it. URL consultato il 19-01-2011. (accesso previa registrazione).